# Хуан Рамон Фольк III де Кардона
Хуан Рамон III Фольк де Кардона-и-де-Прадес (исп. Juan Ramón Folch III de Cardona y II de Prades ; 9 января 1418 — 18 июня 1486) — каталонский дворянин, 4-й граф Кардона (1471—1486), 5-й граф де Прадес и барон Энтенса (1441—1486), виконт Вильямур (1471—1486), адмирал Арагона и генерал-капитан Каталонии, а также вице-король Сицилии (1477—1479).

## Биография
Родился 9 января 1418 года. Единственный сын Хуана Рамона II Фолька (1400—1471), 3-го графа Кардона (1441—1471), и Хуаны де Прадес (+ 1441), графини де Прадес и баронессы Энтенса (1414—1441).
После смерти своей матери в 1441 году Хуан Рамон III стал 6-м графом Прадес и виконтом Вильямур. После смерти отца в 1471 году он унаследовал графство Кардона.
Хуан Рамон III был послом короля Альфонсо V Арагонского при дворе папы римского и активно участвовал в кортесах с 1449 по 1455 год.
Незадолго до начала гражданской войны в Каталонии Хуан Рамон де Кардона присоединился к армии короля Арагона Хуана II и стал генерал-капитаном Каталонии. За свою службу он был награжден сицилийским городом Али-Терме в 1463 году. После каталонской войны Хуан Рамон сопровождал Феррана (будущего Фердинанда Католика), принца Жироны, в походе на Руссильон. Он продолжал сражаться против французских войск в районе Ампурдана в битве при Бесосе.
В качестве вице-короля Сицилии (1477—1479 гг.) Хуан Рамон де Кардона переехал в Италию в сопровождении инфанты Хуаны, где подавил восстание Леонарда де Алагона и Арбореи на Сардинии.
В 1479 году Хуан Рамон Фольк де Кардона вернулся в Каталонию и был доверенным советником нового короля Фердинанда II Арагонского, которого он консультировал в течение многих лет, сопровождая монарха в его переездах в Кастилию и Эстремадуру. В 1484 году король доверил ему должность главнокомандующего в кампаниях против графа Пальярса.
Хуан Рамон III скончался в июне 1486 года.

## Семья
В 1445 году Хуан Рамон Фольк III де Кардона женился на вдовствующей графине де Фуа, Хуане Уржель-и-Арагон (1415—1455), дочери Хайме II, графа Урхельского, и его жены Изабеллы Арагонской (1376—1424). Она была вдовой Жана I, графа Фуа (1382—1436). Их дети:
- Хайме де Кардона
- Хуан Рамон Фольк IV де Кардона (1446 — 29 января 1513), преемник отца, 1-й герцог Кардона, адмирал и великий констебль Каталонии и Арагона
- Каталина де Кардона

Его второй супругой в 1455 году стала Элизабет де Кабрера, дочери Берната Хуана де Кабреры (ок. 1400—1466), виконта де Кабрера и де Баса, графа де Модика. Второй брак был бездетным. Его вторая жена принесла ему доходы от виконтств Кабрера и Бас, когда его тесть Бернат Хуан де Кабрера скончался в 1466 году. Однако Хуану Рамону III пришлось отказаться от этих владений, чтобы угодить королю Арагона Хуану, который разделил эту добычу между де Сарриерой и де Армендарисом, чтобы заплатить за их дезертирство в 1471 году. В качестве компенсации король Арагона сделал графа Хуана Рамона III одним из трех членов Женералитета Каталонии.
У Хуана Рамона Фолька де Кардоны также был внебрачный сын Педро Фольк де Кардона (+ 1530), епископ Урхельский (1472—1515), президент Женералитата Каталонии, архиепископ Таррагоны (1515—1530) и вице-королем Каталонии (1521—1523).